# Светлое (озеро, Рамешковский район)
Светлое — озеро в южной части Тверской области, расположенное на территории Рамешковского района. Озеро Оршинско-Петровской группы.

## Расположение
Озеро расположено в южной части района, недалеко от границы с Калининским. Находится примерно в 40 километрах к юго-востоку от посёлка Рамешки. Лежит на высоте 143,2 метра.

## Описание
Происхождение реликтовое, остаток огромного приледникового водоёма. Светлое имеет округлую форму. Длина 3,7 км, максимальная ширина 2,95 км, средняя — 2,24 км. Площадь водного зеркала — 8,3 км². Наибольшая глубина составляет 4 метра, средняя — 1,35 метра. Берега биогенные, сложены верховым торфом. На западной стороне велись торфоразработки.

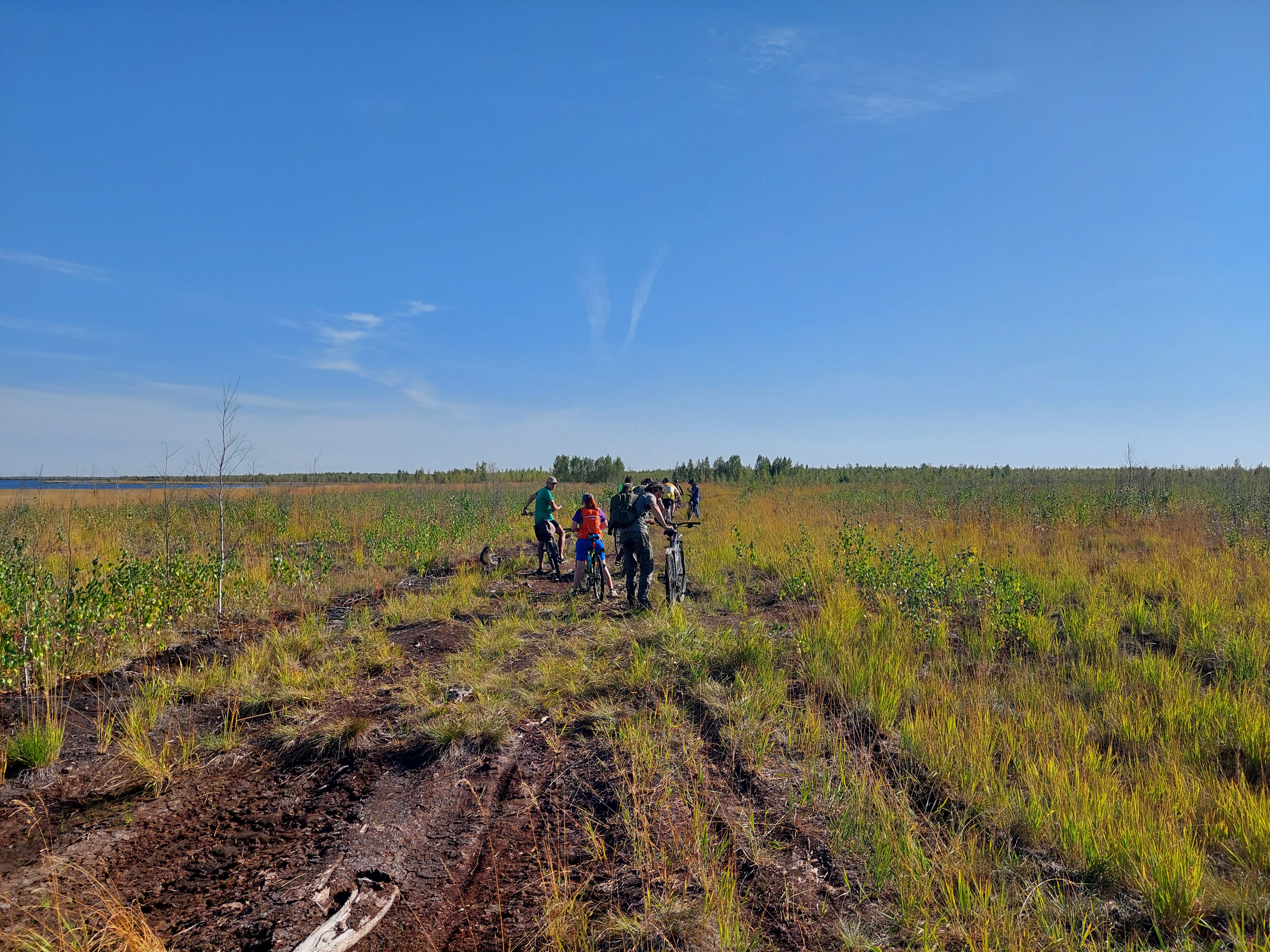
Заросшее торфополе на берегу Светлого озера

Длина береговой линии — 11 км. Озеро и прилежащие территории используются как места охоты, рыбной ловли, сбора грибов и ягод. Северо-восточная часть озера соединяется протокой с озером Щучьем.
На западной стороне озера на берегу самовольно установлено несколько десятков бытовок, которые используются рыбаками как дачные домики.

## Данные водного реестра
По данным государственного водного реестра России относится к Верхневолжскому бассейновому округу, водохозяйственный участок реки — Волга от города Тверь до Иваньковского г/у, речной подбассейн реки — Волга до Рыбинского водохранилища. Речной бассейн реки — (Верхняя) Волга до Куйбышевского водохранилища (без бассейна Оки).
Код водного объекта в государственном водном реестре — 08010100711110000000883.